# Barry Marshall
Barry James Marshall (ur. 30 września 1951 w Kalgoorlie) – australijski lekarz i naukowiec, laureat Nagrody Nobla w dziedzinie fizjologii lub medycyny w roku 2005 (w którego zespole badawczym był wywodzący się z Uniwersytetu Medycznego w Białymstoku prof. Jerzy Sarosiek) wspólnie z Robinem Warrenem za udowodnienie tego, że bakterie Helicobacter pylori są odpowiedzialne za stany zapalne żołądka oraz chorobę wrzodową żołądka i dwunastnicy. Aby zweryfikować hipotezę postawioną przez Warrena, Marshall w 1984 roku przeprowadził eksperyment na samym sobie, spożywając kolonię bakterii H. pylori. Odkrycie to pozwoliło na skuteczne leczenie tych przypadłości za pomocą antybiotyków.
W 1995 roku przyznano mu Nagrodę im. Alberta Laskera w dziedzinie klinicznych badań medycznych.